# Jacque (Altos Pirenéus)
Jacque é uma comuna francesa na região administrativa de Occitânia, no departamento dos Altos Pirenéus. Estende-se por uma área de 1,87 km². Em 2010 a comuna tinha 73 habitantes (densidade: 39 hab./km²).